# America's Next Top Model (mùa 24)
Mùa thứ 24 của America's Next Top Model được phát sóng vào ngày 9 tháng 1 năm 2018 trên VH1, chương trình quay trở lại hình thức ban đầu như từ Mùa thi trước.
Mùa giải này, Tyra Banks đã quay lại trở lại làm giám khảo của chương trình cùng với người mẫu Ashley Graham, giám đốc sáng tạo của tạp chí Paper Drew Elliott, và nhà thiết kế nổi tiếng Law Roach.
Quán quân của Mùa 24 là Kyla Coleman 20 tuổi đến từ Lacey, Washington. Cô giành được:
- Một hợp đồng người mẫu với NEXT Model Management
- Được lên trang bìa của tạp chí Paper.
- Tiền mặt trị giá US$100,000 từ Pantene Pro-V
- Trở thành avatar cho trò chơi America's Next Top Model

## Thí sinh
(Tính theo tuổi khi còn trong cuộc thi)
| Thí sinh            | Tuổi | Chiều cao           | Quê quán                   | Bị loại | Thứ hạng     |
| ------------------- | ---- | ------------------- | -------------------------- | ------- | ------------ |
| Maggie Keating      | 20   | 170 cm (5 ft 7 in)  | Surry, Maine               | Tập 2   | 15           |
| Ivana Thomas        | 23   | 178 cm (5 ft 10 in) | Durham, Bắc Carolina       | Tập 3   | 14           |
| Liz Woodbury        | 24   | 173 cm (5 ft 8 in)  | Greenville, Massachusetts  | Tập 4   | 13 (bỏ cuộc) |
| Rhiyan Carreker     | 20   | 180 cm (5 ft 11 in) | Quận Cam, California       | Tập 4   | 12           |
| Coura Fall          | 24   | 178 cm (5 ft 10 in) | Eastvale, California       | Tập 5   | 11           |
| Liberty Netuschil   | 20   | 170 cm (5 ft 7 in)  | Lava Hot Springs, Idaho    | Tập 6   | 10           |
| Christina McDonald  | 34   | 173 cm (5 ft 8 in)  | Jenkintown, Pennsylvania   | Tập 7   | 9            |
| Sandra Shehab       | 22   | 170 cm (5 ft 7 in)  | Cliffside Park, New Jersey | Tập 8   | 8            |
| Brendi K. Seiner    | 22   | 178 cm (5 ft 10 in) | Nashville, Tennessee       | Tập 9   | 7 (bỏ cuộc)  |
| Erin Green          | 42   | 175 cm (5 ft 9 in)  | Riverside, California      | Tập 10  | 6            |
| Rio Summers         | 23   | 178 cm (5 ft 10 in) | Detroit, Michigan          | Tập 13  | 5            |
| Shanice Carroll     | 25   | 175 cm (5 ft 9 in)  | Murfreesboro, Tennesse     | Tập 15  | 4            |
| Khrystyana Kazakova | 32   | 178 cm (5 ft 10 in) | New York, New York         | Tập 15  | 3            |
| Jeana Turner        | 24   | 165 cm (5 ft 5 in)  | Minneapolis, Minnesota     | Tập 15  | 2            |
| Kyla Coleman        | 20   | 178 cm (5 ft 10 in) | Lacey, Washington          | Tập 15  | 1            |

## Thứ tự gọi tên
| 1  | Brendi K.  | Coura      | Liberty    | Khrystyana | Rio        | Khrystyana | Brendi K. Jeana Khrystyana Kyla Rio Sandra Shanice | Kyla       | Shanice    | Rio        | Khrystyana | Kyla       | Kyla       | Kyla       |  |  |  |
| 2  | Christina  | Rio        | Jeana      | Jeana      | Khrystyana | Shanice    | Brendi K. Jeana Khrystyana Kyla Rio Sandra Shanice | Jeana      | Khrystyana | Khrystyana | Kyla       | Khrystyana | Khrystyana | Jeana      |  |  |  |
| 3  | Coura      | Erin       | Brendi K.  | Christina  | Shanice    | Jeana      | Brendi K. Jeana Khrystyana Kyla Rio Sandra Shanice | Shanice    | Erin       | Jeana      | Shanice    | Shanice    | Shanice    | Khrystyana |  |  |  |
| 4  | Ivana      | Jeana      | Rio        | Liberty    | Sandra     | Christina  | Brendi K. Jeana Khrystyana Kyla Rio Sandra Shanice | Erin       | Rio        | Kyla       | Rio        | Rio        | Jeana      | Shanice    |  |  |  |
| 5  | Jeana      | Khrystyana | Kyla       | Brendi K.  | Kyla       | Erin       | Brendi K. Jeana Khrystyana Kyla Rio Sandra Shanice | Brendi K.  | Jeana Kyla | Shanice    | Jeana      |            |            |            |  |  |  |
| 6  | Khrystyana | Christina  | Christina  | Erin       | Brendi K.  | Sandra     | Brendi K. Jeana Khrystyana Kyla Rio Sandra Shanice | Rio        | Jeana Kyla | Erin       |            |            |            |            |  |  |  |
| 7  | Kyla       | Liz        | Liz        | Shanice    | Jeana      | Rio        | Brendi K. Jeana Khrystyana Kyla Rio Sandra Shanice | Khrystyana | Brendi K.  |            |            |            |            |            |  |  |  |
| 8  | Liberty    | Kyla       | Coura      | Kyla       | Erin       | Brendi K.  | Erin                                               | Sandra     |            |            |            |            |            |            |  |  |  |
| 9  | Liz        | Ivana      | Erin       | Rio        | Liberty    | Kyla       | Christina                                          |            |            |            |            |            |            |            |  |  |  |
| 10 | Maggie     | Rhiyan     | Khrystyana | Sandra     | Christina  | Liberty    |                                                    |            |            |            |            |            |            |            |  |  |  |
| 11 | Rhiyan     | Liberty    | Sandra     | Coura      | Coura      |            |                                                    |            |            |            |            |            |            |            |  |  |  |
| 12 | Rio        | Shanice    | Rhiyan     | Rhiyan     |            |            |                                                    |            |            |            |            |            |            |            |  |  |  |
| 13 | Sandra     | Sandra     | Shanice    | Liz        |            |            |                                                    |            |            |            |            |            |            |            |  |  |  |
| 14 | Shanice    | Brendi K.  | Ivana      |            |            |            |                                                    |            |            |            |            |            |            |            |  |  |  |
| 15 | Erin       | Maggie     |            |            |            |            |                                                    |            |            |            |            |            |            |            |  |  |  |

     Thí sinh bị loại.
     Thí sinh bỏ cuộc
     Thí sinh rơi vào top nguy hiểm nhưng không bị loại.
     Thí sinh bị loại nhưng được cứu.
     Thí sinh bị loại ngoài phòng giám khảo.
     Thí sinh chiến thắng cuộc thi.
- Tập 1 là tập casting. 18 thí sinh được giảm xuống còn 14 thí sinh chung cuộc. Erin ban đầu bị loại, nhưng trước khi cô đi, Tyra gây ngạc nhiên cô khi tiết lộ rằng cô ấy sẽ là thí sinh thứ 15.
- Trong tập 4, Liz dừng cuộc thi vì áp lực trong ngôi nhà chung.
- Trong tập 7, Brendi K., Jeana, Khrystyana, Kyla, Rio, Sandra & Shanice đều cùng giành được tấm ảnh đẹp nhất.
- Trong tập 9, Brendi K. dừng cuộc thi vì áp lực trong cuộc thi.
- Tập 11 là tập tổng kết những khoảnh khắc đáng nhớ trong các tập trước.
- Trong tập 13, Jeana được quay lại cuộc thi.
- Trong tập 14, Jeana ban đầu bị loại, nhưng được cứu bởi giám khảo khách mời, Philipp Plein.

### Buổi chụp hình
- Tập 1: Phong cách avant-garde chủ đề hoa trong vườn (casting)
- Tập 2: Người phụ nữ Bohemian mang thai
- Tập 3: Video thời trang: Trình diễn diện mạo mới
- Tập 4: Những câu truyện kinh dị Mỹ trong biệt thự hoang
- Tập 5: Ảnh chân dung chồng lên nhau theo nhóm
- Tập 6: Công chúa với drag queen nổi tiếng
- Tập 7: Vẻ đẹp tự nhiên trong đồ lót với những bàn tay của thí sinh khác
- Tập 8: Bao phủ trong vàng với người mẫu nam ngoại cỡ
- Tập 9: Tạo dáng trong đầm dạ hội với dù nhảy ở sa mạc
- Tập 10: Chụp ảnh thử cho bìa tạp chí Paper
- Tập 12: Video thời trang: Cuộc sống xa xỉ trong biệt thự với Tyra Banks
- Tập 13: Tạo dáng với nhện cùng Eva Marcille và thí sinh bị loại trước đó
- Tập 14: Ảnh quảng cáo cho Pantene
- Tập 15: Ảnh bìa tạp chí Paper

### Diện mạo mới
- Brendi K: Tóc buzz đen
- Christina: Nối tóc vàng xanh ở phần dưới theo kiểu của Kylie Jenner
- Coura: Không có
- Erin: Nối tóc vẫy sóng
- Ivana: Tóc afro ngắn hơn và nhuộm đen
- Jeana: Gỡ tóc giả ra và cạo trọc
- Khrystyana: Nhuộm màu bạch kim
- Kyla: Nhuộm nâu
- Liberty: Nhuộm đỏ
- Liz: Nhuộm hồng và thêm mái ngố
- Rhiyan: Nối tóc dài hơn
- Rio: Cắt ngắn hơn và nhuộm vàng
- Sandra: Tóc bob blunt dài
- Shanice: Nối tóc dày (từ chối)